# Cadeira Louis Ghost

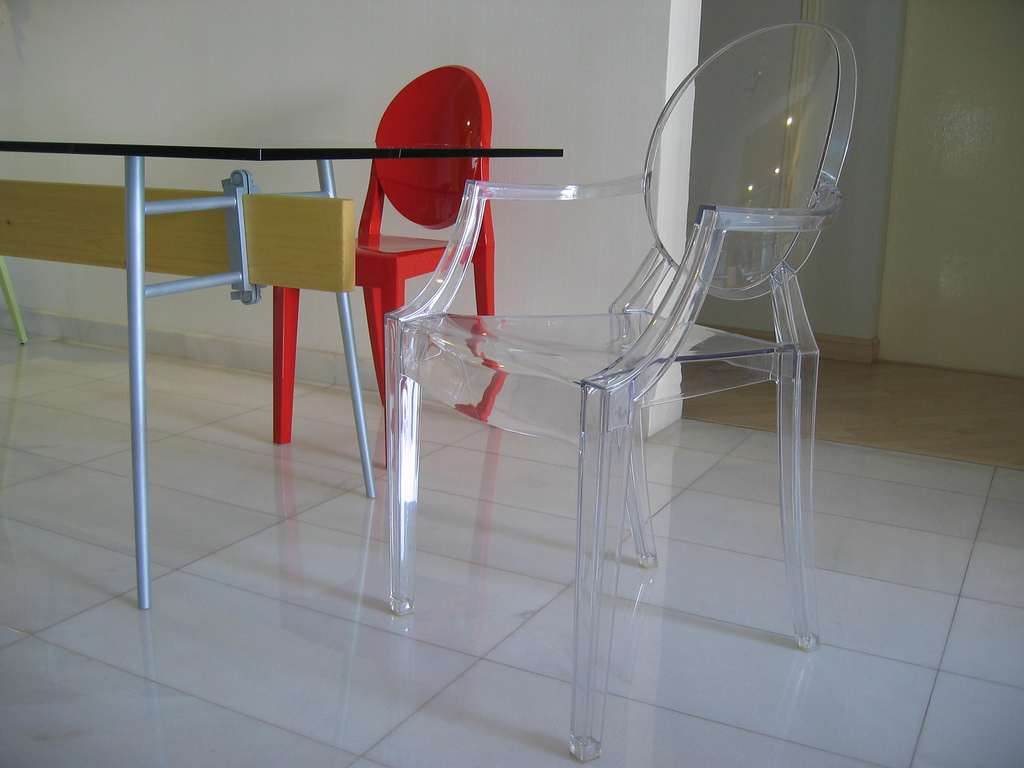
Cadeiras Louis Ghost

A cadeira Louis Ghost é uma cadeira barroca Luís XV adaptada para os dias de hoje, em policarbonato injetado maioritariamente transparente. Foi criada em 2002 pelo designer Philippe Starck.
Seu nome, aliado à forma e ao material conferem um toque irreverente à criação.